# Кукмарь (Новоторъяльский район)
Кукмарь (мар. Келге Руй) — деревня в Новоторъяльском районе Республики Марий Эл. Входит в состав Чуксолинского сельского поселения.

## География
Находится в северо-восточной части республики Марий Эл на расстоянии приблизительно 10 км по прямой на восток от районного центра посёлка Новый Торъял.

## История
Известна с 1795 года как деревня Келге Руй, в которой насчитывалось 9 дворов, 64 жителей. На 1884 год в деревне (уже Кукмарь) было 23 двора, 128 жителей, все черемисы. В 1939 году здесь проживали 146 жителей. В 1999 году в деревне числилось 12 дворов, 24 жителя. В 2004 году в деревне проживало 8 семей. В советское время работал колхоз «У нур».

## Население
Население составляло 21 человек (мари 95 %) в 2002 году, 19 в 2010.